# Los Claxons
Los Claxons es una banda de pop rock mexicana, fundada en Monterrey en 2004. Está compuesta por Ignacio Llantada (voz, guitarra, piano), Mauricio Sánchez (voz, guitarra), Édgar "Cholo" Lozano (guitarra eléctrica), Pablo González Sarre (bajo, guitarra) y Cesáreo Castillo (batería). En 2012, fueron nominados a los Latin Grammy Awards por su álbum Camino a encontrarte, como mejor álbum pop-rock.

## Historia
Los Claxons comenzaron a tocar localmente, lo que resultó en su reconocimiento en todo Monterrey. Firmaron con el sello Movic Records para lanzar su primer álbum Sin Ganga en 2004, con sencillos exitosos como «Personajes» y «Mis manos necias».
Desde entonces, la banda ha ganado gran exposición y popularidad en todo México, compartiendo escenario con artistas como Maroon 5. En 2014, compusieron una canción para la película Cantinflas junto a otros artistas destacados como Enrique Bunbury, Aleks Syntek y La Santa Cecilia.
En octubre de 2015, Los Claxons lanzaron su sexto álbum de estudio, Centro, sur y al otro lado, producido únicamente por ellos, el cual debutó en el primer puesto en iTunes México y Estados Unidos, estuvo en la categoría Top 3 de ventas de CD en México y su sencillo «Hasta que vuelvas a verme» se ubicó dentro del Top 5 de la radio mexicana.
En 2018, Los Claxons lanzaron su séptimo álbum de estudio, Maldita felicidad. Su primer sencillo, lanzado en la radio el 16 de abril y en plataformas digitales el 20 de abril de ese año. En 2022, estrenaron su álbum Caminando en fuego, producción que se realizó durante la pandemia de COVID-19.

## Discografía
"Tómame" fue su primer sencillo lanzado.
| Año  | Álbum                      | Notas |
| ---- | -------------------------- | ----- |
| 2022 | Caminando en fuego         |       |
| 2022 | El origen (en vivo)        |       |
| 2018 | Maldita felicidad          |       |
| 2015 | Centro, sur y al otro lado |       |
| 2015 | Diez en vivo               |       |
| 2013 | Un día de sol              |       |
| 2011 | Camino a encontrarte       |       |
| 2010 | Los Claxons                |       |
| 2007 | En primera                 |       |
| 2005 | Sin Ganga                  |       |